# Église Notre-Dame de Mortagne-au-Perche
Pour les articles homonymes, voir Église Notre-Dame.
L'église Notre-Dame est une église catholique située à Mortagne-au-Perche, en France.

## Localisation
L'église est située dans le département français de l'Orne, sur la commune de Mortagne-au-Perche.

## Historique
L'édifice, sauf le clocher,  est classé au titre des monuments historiques depuis le 22 janvier 1910.
L'église Notre-Dame (1494-1535) a été reconstruite et agrandie après la guerre de Cent Ans, à l'emplacement de l'ancienne chapelle seigneuriale du fort Toussaint. La tour, coiffée d'un dôme d'ardoise vers 1620, brûla en 1887. Reconstruite sur de la pierre blanche brûlée, elle s'effondra en 1890. Sa démolition (qui a permis de découvrir l'emplacement de l'une des tours d'angle de la première enceinte, dite de Toussaint) fut suivie de la reconstruction partielle du clocher dans le but d'abriter l'horloge et les cloches.

## Architecture

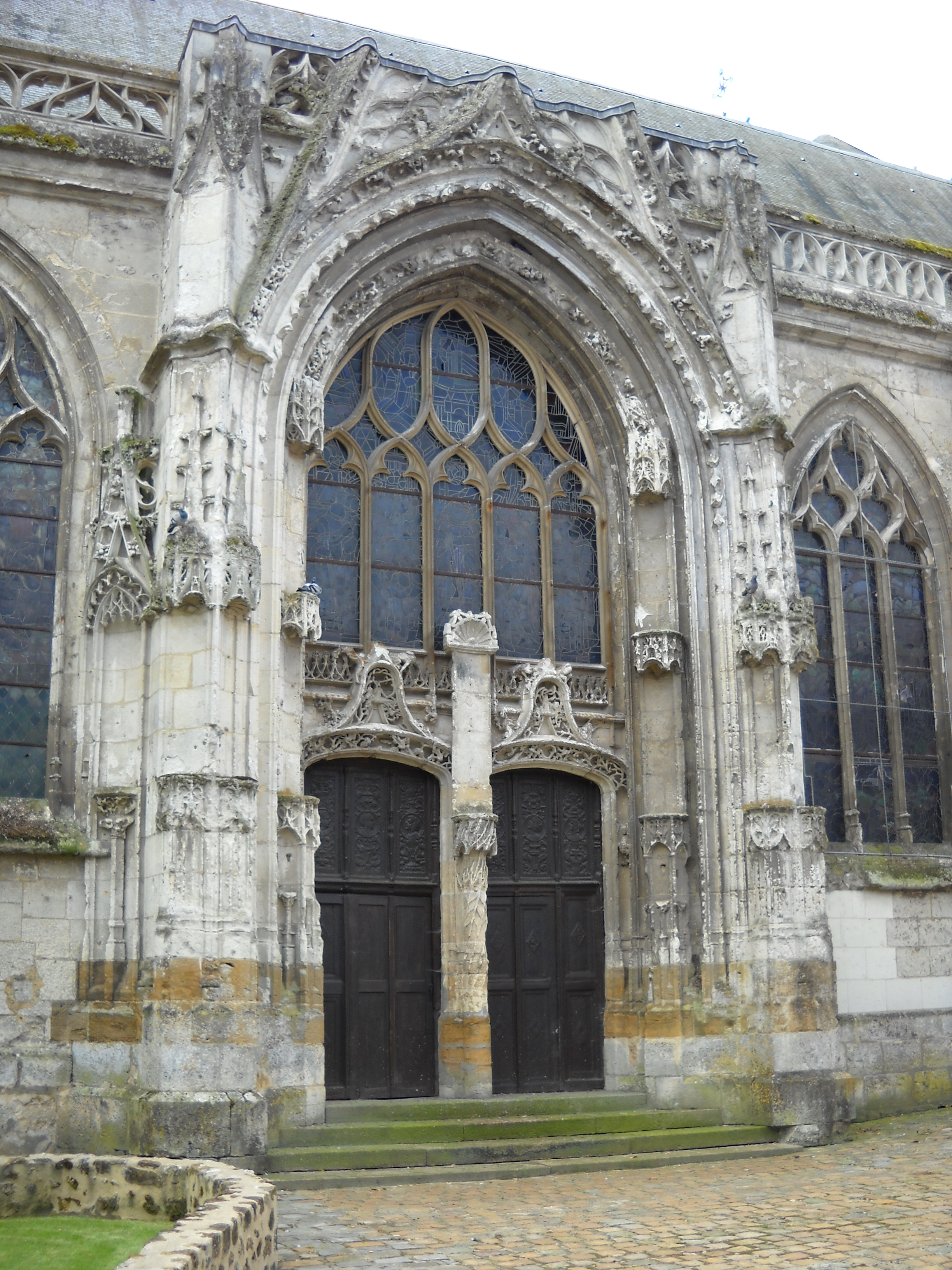
Portail de la façade nord de l'église Notre-Dame, dite porte des comtes du Perche.

L'église est construite dans un style gothique flamboyant, comme le prouvent :
- Le portail nord, dit porte des comtes du Perche. Celui-ci, au gable flamboyant tronqué, offre de beaux vantaux sculptés.
- La voute à pendentifs.
- Les vitraux.